# Prossenitsi
Prossenitsi (en rus: Просеницы) és un poble de l'óblast de Vladímir, a Rússia, segons el cens del 2010 tenia 36 habitants. Pertany al districte municipal de Mélenki.